# Walter Hrich
Walter Karl Hrich (* 18. April 1907 als Walter Karl Valenzi in Wien, Österreich-Ungarn; † 3. Oktober 1974 in Sirmione, Italien) war ein deutscher Kameramann.

## Leben und Wirken
Hrich war ein Sohn der Kontoristin Valerie Valenzi. 1925 wurde er von deren Ehemann, dem Tontechniker und Kameramann Eugen Hrich, adoptiert. Nach dem Besuch eines Realgymnasiums erlernte Walter Hrich sein Handwerk in der Übergangszeit vom Stumm- zum Tonfilm. Bei dem 12 Minuten kurzen sozialistischen Proletarierfilm Zeitprobleme: Wie der Arbeiter wohnt von Slatan Dudow ist Hrich 1930 erstmals als Chefkameramann nachweisbar. Noch im selben Jahr war er als Kameraassistent bei G. W. Pabsts berühmter Dreigroschen-Oper-Verfilmung tätig.
In der Folgezeit diente er als Kameraassistent bei der Tobis, bis ihn 1938 die UFA als Kameramann ihrer Wochenschau einstellte. Unmittelbar darauf, kurz vor und kurz nach Beginn des Zweiten Weltkriegs, war Hrich einer von mehreren Kameraleuten zentraler NS-Propagandafilmdokumentationen, so über den Westwall, den Einsatz der Legion Condor, den Überfall auf Polen und die Invasion in Norwegen. Anschließend wurde Hrich eingezogen und geriet in britische Kriegsgefangenschaft. Seine Jahre der Internierung verbrachte er von 1941 bis 1947 in Australien. Wieder nach Deutschland entlassen, stand Walter Hrich für verschiedene bundesdeutsche Filmgesellschaften hinter der Kamera und fotografierte, zumeist als einfacher Kameramann oder Juniorpartner deutlich berühmterer Kollegen wie Fritz Arno Wagner, Igor Oberberg und Albert Benitz, eine Reihe von konventioneller Kinofilmunterhaltung der 1950er Jahre. In den 1960ern gestaltete Hrich nur noch die Optik von Fernsehproduktionen, ehe er sich 1967 ins Privatleben zurückzog. Seit 1960 in Baden-Baden wohnhaft, starb er 1974 während eines Aufenthalts am Gardasee.
Von 1936 bis zu seinem Tod war Hrich mit Gertrud Siebeneichner verheiratet.

## Filmografie (Auswahl)
- 1930: Zeitprobleme: Wie der Arbeiter wohnt
- 1939: Im Kampf gegen den Weltfeind (NS-propagandistischer Auftragsfilm)
- 1939: Der Westwall (NS-propagandistischer Auftragsfilm)
- 1939: Feldzug in Polen (NS-propagandistischer Auftragsfilm)
- 1940: Kampf um Norwegen – Feldzug 1940 (NS-propagandistischer Auftragsfilm)
- 1950: Der Fall Rabanser
- 1951: Es kommt ein Tag
- 1952: Heimweh nach Dir
- 1952: Königin der Arena
- 1953: Das Nachtgespenst
- 1955: Hotel Adlon
- 1956: Tausend Melodien
- 1956: Hochzeit auf Immenhof
- 1956: Geliebte Corinna
- 1957: Ferien auf Immenhof
- 1957: Das Mädchen ohne Pyjama
- 1957: Junger Mann, der alles kann
- 1957: Kindermädchen für Papa gesucht
- 1958: Er ging an meiner Seite
- 1958: Der Czardas-König
- 1959: Lockvogel der Nacht
- 1959: Morgen wirst du um mich weinen
- 1960: Es geschah an der Grenze (Fernsehserie)
- 1963: Bei uns zu Haus (Fernsehserie)
- 1964: Sechs Stunden Angst (Fernsehfilm)
- 1966: Gewagtes Spiel (Fernsehserie)